# Marjan Ackermans-Thomas
Marianne (Marjan) Ackermans-Thomas (Beverwijk, 5 april 1942) is een atlete uit Nederland. Zij specialiseerde zich in de meerkamp en het hoogspringen, op welke onderdelen zij in de jaren zestig in totaal zeven nationale titels veroverde, zes bij het hoogspringen en één op de vijfkamp. Tevens was zij op beide onderdelen enkele jaren nationaal recordhoudster. Zij nam eenmaal deel aan de Olympische Spelen.

## Biografie

### De beginjaren
Reeds op de middelbare school viel de sprongkracht van Marjan Thomas op. Op advies van haar sportleraar meldde zij zich op veertienjarige leeftijd aan bij de Beverwijkse atletiekvereniging DEM. Daar trof zij trainer Ton Pallesen die, liever dan te streven naar snel succes bij de junioren, ervoor koos om middels een consequente, gevarieerde trainingsaanpak eerst een gedegen ondergrond aan te brengen bij het jonge springtalent. Zo werd bijvoorbeeld, ter vergroting van haar sprongkracht, gesprongen met een gewicht van 5 kilo in elke hand. Daarnaast trainde zij ook op andere atletiekonderdelen, want alleen hoogspringen vond Thomas maar een saaie bedoening.

### Record van Fanny Blankers-Koen verbeterd
In 1963 brak Thomas bij de senioren door met een eerste van in totaal vijf opeenvolgende nationale titels bij het hoogspringen. Ze won toen haar eerste titel met een sprong over 1,63 m. Ter vergelijking: het nationale record stond toen al sinds 1943 op 1,71, op naam van Fanny Blankers-Koen. Drie jaar later, in 1966, had de Beverwijkse zich zover ontwikkeld, dat zij erin slaagde om dat record te verbeteren en te brengen naar 1,73. Dit record en haar vierde nationale titel op rij leverden haar uitzending op naar de Europese kampioenschappen in Boedapest, waar zij verdienstelijk presteerde. Met 1,68 eindigde zij op de zesde plaats.

### Als vijfkampster naar Mexico
Intussen ontwikkelde Ackermans-Thomas zich in de loop der tijd ook als meerkampster. Zoals gezegd, alleen hoogspringen vond zij maar saai en dus nam zij voor Nederland regelmatig deel aan meerkamp-interlands, maar meed het Nederlands kampioenschap meerkamp. In 1968 behoorde zij tot de nationale top op de vijfkamp toen er op verzoek van de KNAU in juli door haar vereniging DEM in Beverwijk een speciaal georganiseerde vijfkamp werd gehouden, waarin tussen Ciska Janssen en Marjan Ackermans moest worden uitgevochten, wie van de twee zich zou kwalificeren voor de Olympische Spelen in Mexico. Ackermans won die tweestrijd door met een totaal van 4797 punten het nationale record van Fanny Blankers-Koen, dat sinds 1951 op 4692 punten stond, ruimschoots te verbeteren. Ze overschreed met deze prestatie tevens de olympische kwalificatielimiet van 4700 punten. Het was het tweede record dat zij van Fanny Blankers-Koen overnam, een feit waarop naast haar alleen sprintster Wilma van den Berg zich kan beroepen.
In Mexico kwam Ackermans voor Nederland dus uit op de vijfkamp, maar kwam er niet uit de verf. Ze miste haar trainer, was aan zichzelf overgeleverd en had er problemen mee dat niemand op haar lette en zo nodig corrigeerde. Ze kwam uiteindelijk op 4650 punten uit, wat goed was voor de 17e plaats.
Een jaar later, op de EK in Athene, had Ackermans-Thomas op de vijfkamp, waarin de 80 m horden inmiddels was vervangen door de 100 m horden, haar zaakjes beter op orde. Ze werd er vijfde, terwijl ze vlak voor het toernooi op de Europese ranglijst op de elfde plaats had gestaan. Ze noemt het achteraf de beste prestatie die zij op zo'n toernooi ooit heeft geleverd. Kort ervoor had zij op dit onderdeel met 4698 punten haar eerste en enige nationale titel veroverd.

### Overstap van schotse sprong- op floptechniek
In 1970, enkele jaren na haar huwelijk met Stan Ackermans, stapte de DEM-atlete er een jaar tussenuit voor de geboorte van haar eerste dochter. In 1971 keerde zij terug op de atletiekbaan. Daarbij schakelde Ackermans-Thomas, die tot dan toe had gesprongen met de schotse sprong-techniek, over op de inmiddels opgekomen flop-techniek, ten einde weer aansluiting te vinden bij de nationale top. Hoewel ze aanvankelijk van zichzelf vond, dat ze met haar benen als "een lieveheersbeestje" in de lucht hing, kreeg ze de nieuwe techniek toch redelijk snel onder de knie. In juni kwam zij al tot 1,74, een evenaring van het nationale record dat Mieke van Doorn een jaar eerder van haar had 'afgepakt'. Op de NK in Drachten streden vervolgens Van Doorn, Ackermans en de inmiddels als een komeet opgekomen Annemieke Bouma gedrieën om de nationale titel. Van Doorn won ten slotte op basis van het minste aantal foutsprongen, want alle drie kwamen ze tot 1,70.

### Ondanks kwalificatie niet naar de OS
Ackermans-Thomas leverde haar beste prestatie toen zij op de NK in 1972 tweede werd achter Ria Ahlers. Bij die gelegenheid kwam zij tot een hoogte van 1,79, waarmee zij ruimschoots voldeed aan de internationale kwalificatie-eis voor de Olympische Spelen in München. Het NOC oordeelde echter, dat er door een Nederlandse ten minste 1,82 moest worden gesprongen om aan de Spelen te mogen deelnemen, de hoogte waarmee Ahlers de nationale titel had veroverd. Die werd dus uitgezonden, terwijl Ackermans thuis moest blijven.

### Van atlete tot trainer
Tussen en na de jaren dat een zoon (in 1973) en een tweede dochter (in 1975) werden geboren, deed Ackermans-Thomas nog lang mee op nationaal niveau, zonder dat dit nog nieuwe medailles of PR’s leidde. In 1978 vertrok zij met haar gezin voor enkele jaren naar Suriname, waar naartoe echtgenoot voor zijn werk was uitgezonden. Na terugkeer in 1980 zette Ackermans-Thomas een punt achter haar actieve atletiekloopbaan, temeer omdat zij in Suriname tijdens het sporten een chronische knieblessure had opgelopen. Ze bleef echter nog zo’n jaar of 20 bij de atletieksport betrokken, nu echter als trainer bij atletiekvereniging Trias uit Heiloo.

### Kunstschilderen
Sindsdien heeft Marjan Thomas - wier huwelijk in 1986 strandde en die, nadat zij een nieuwe relatie was aangegaan, omstreeks 2004 opnieuw trouwde - het kunstschilderen als nieuwe hobby opgepakt. Samen met enkele andere liefhebbers heeft zij de beschikking over een groot atelier in Alkmaar, waar zij haar hobby naar hartenlust kan uitoefenen.

## Nederlandse kampioenschappen
| Onderdeel    | Jaar                               |
| ------------ | ---------------------------------- |
| hoogspringen | 1963, 1964, 1965, 1966, 1967, 1969 |
| vijfkamp     | 1969                               |

## Persoonlijke records
| Onderdeel                | Prestatie      | Datum            | Plaats      |
| ------------------------ | -------------- | ---------------- | ----------- |
| 200 m                    | 25,0 s         | 27 juli 1968     | Beverwijk   |
| 80 m horden              | 11,3 s         | 27 juli 1968     | Beverwijk   |
| 100 m horden             | 14,3 s         | 4 juni 1972      | Den Haag    |
| hoogspringen             | 1,79 m         | 5 augustus 1972  | Kerkrade    |
| verspringen              | 5,83 m         | 17 augustus 1969 | Vlaardingen |
| kogelstoten              | 13,69 m        | 2 juni 1968      | Den Haag    |
| vijfkamp (met 80 m hrd)  | 4797 p (ex-NR) | 27 juli 1968     | Beverwijk   |
| vijfkamp (met 100 m hrd) | 4698 p (ex-NR) | 17 augustus 1969 | Vlaardingen |

## Palmares

### hoogspringen
- 1963:  NK - 1,63 m
- 1964:  NK - 1,58 m
- 1965:  NK - 1,64 m
- 1966: 7e EK Indoor Games in Dortmund - 1,60 m
- 1966:  NK - 1,61 m
- 1966: 6e EK in Boedapest - 1,68 m
- 1967: 10e in kwal. EK Indoor Games in Praag - 1,60 m
- 1967:  NK - 1,67 m
- 1968:  NK - 1,65 m
- 1969:  NK - 1,66 m
- 1971:  NK - 1,70 m
- 1971: 26e EK in Helsinki - 1,65 m (in kwal. 1,73 m)
- 1972:  NK - 1,79 m

### 80 m horden
- 1968:  NK - 11,3 s

### 100 m horden
- 1969:  NK - 14,7 s
- 1972:  NK - 14,75 s
- 1974:  NK - 15,05 s

### vijfkamp
- 1968: 17e OS - 4650 p
- 1969:  NK - 4698 p
- 1969: 5e EK in Athene - 4701 p